# Leichtathletik-Länderkampf der Frauen 1981 BR Deutschland – Bulgarien
| 4. Leichtathletik-Länderkampf mit bundesdeutscher Beteiligung 1981 | 4. Leichtathletik-Länderkampf mit bundesdeutscher Beteiligung 1981 |
| ------------------------------------------------------------------ | ------------------------------------------------------------------ |
|                                                                    |                                                                    |
| Ländervergleich der Frauen: BR Deutschland – Bulgaren              |                                                                    |
| Austragungsort                                                     | Bielefeld                                                          |
| Wettbewerbe                                                        | 14                                                                 |
| Datum                                                              | 13. Juni                                                           |
| 1. FRG 2. BGR                                                      | 78 Punkte 68 Punkte                                                |
| Chronik                                                            |                                                                    |
| ← FRG-ITA Werfer (M)                                               | URS-FRG 10kampf (M) →                                              |

Der vierte Vergleich des Länderkampfjahres 1981 war der erste Länderkampf des Jahres mit dem allgemeinen leichtathletischen Programm. Am 13. Juni traten die Frauen in Bielefeld gegen Bulgarien an. Zuvor hatte es erst eine Begegnung zwischen den beiden Nationen gegeben. 1976 hatten die bundesdeutschen Frauen, als sie in der betreffenden Veranstaltung auch auf die Sowjetunion getroffen waren, gegen Bulgarien gewonnen.

## Modus
Auf dem Programm stand neben die bei Frauenländerkämpfen üblichen dreizehn Disziplinen, die den olympischen Wettbewerbskatalog komplett abdeckten, als vierzehnter Wettbewerb noch ein Rennen über 400 Meter Hürden. Diese Disziplin wurde 1984 in den olympischen Katalog für Frauen aufgenommen. Am Start waren zwei Teilnehmerinnen je Land und Wettbewerb, gewertet wurde nach dem Standardsystem.

## Ergebnis
In den Einzelläufen wurden vier bundesdeutsche und drei bulgarische Siege gezählt. Beide Staffeln und beide Sprungwettbewerbe gingen an die Bundesrepublik. Die drei Wurf- und Stoßdisziplinen sicherten sich dagegen die Vertreterinnen aus Bulgarien. In der Endabrechnung gewann das bundesdeutsche Team auch diesen zweiten Länderkampf gegen Bulgarien mit diesmal 78 zu 68 Punkten.

## Resultate

### 100 m
| Platz | Athletin          | Land | Zeit (s) |
| ----- | ----------------- | ---- | -------- |
| 1     | Iwanka Zaprianowa | BGR  | 11,57    |
| 2     | Heidi-Elke Gaugel | FRG  | 11,61    |
| 3     | Anelija Nunewa    | BGR  | 11,62    |
| 4     | Monika Hirsch     | FRG  | 11,62    |

### 200 m
| Platz | Athletin            | Land | Zeit (s) |
| ----- | ------------------- | ---- | -------- |
| 1     | Heidi-Elke Gaugel   | FRG  | 23,46    |
| 2     | Nadeschda Georgiewa | BGR  | 23,51    |
| 3     | Birgit Vöcking      | FRG  | 23,70    |
| 4     | Galina Penkowa      | BGR  | 23,90    |

### 400 m
| Platz | Athletin         | Land | Zeit (s) |
| ----- | ---------------- | ---- | -------- |
| 1     | Ute Finger       | FRG  | 53,62    |
| 2     | Wioleta Zwetkowa | BGR  | 53,97    |
| 3     | Claudia Steger   | FRG  | 54,20    |
| 4     | Gwanka Krumowa   | BGR  | 54,74    |

### 800 m
| Platz | Athletin           | Land | Zeit (min) |
| ----- | ------------------ | ---- | ---------- |
| 1     | Margrit Klinger    | FRG  | 2:00,57    |
| 2     | Nikolina Schterewa | BGR  | 2:00,80    |
| 3     | Petra Kleinbrahm   | FRG  | 2:02,12    |
| 4     | Swetla Slatewa     | BGR  | 2:02,87    |

### 1500 m
| Platz | Athletin          | Land | Zeit (min) |
| ----- | ----------------- | ---- | ---------- |
| 1     | Wanja Stojanowa   | BGR  | 4:06,63    |
| 2     | Elisabeth Schacht | FRG  | 4:07,11    |
| 3     | Birgit Friedmann  | FRG  | 4:08,25    |
| 4     | Totka Petrowa     | BGR  | 4:24,23    |

### 100 m Hürden
| Platz | Athletin          | Land | Zeit (s) |
| ----- | ----------------- | ---- | -------- |
| 1     | Silvia Kempin     | FRG  | 13,14    |
| 2     | Doris Baum        | FRG  | 13,27    |
| 3     | Daniela Tenewa    | BGR  | 13,51    |
| 4     | Nadeschda Asenowa | BGR  | 13,72    |

### 400 m Hürden
| Platz | Athletin           | Land | Zeit (s) |
| ----- | ------------------ | ---- | -------- |
| 1     | Nadeschda Asenowa  | BGR  | 57,39    |
| 2     | Marlies Gutewort   | FRG  | 58,47    |
| 3     | Nakowa Temenuschka | BGR  | 58,74    |
| 4     | Silke Rasch        | FRG  | 59,32    |

### 4 × 100 m Staffel
| Platz | Besetzung      | Land                                                           | Zeit (s) |
| ----- | -------------- | -------------------------------------------------------------- | -------- |
| 1     | BR Deutschland | Elvira Possekel Heidi-Elke Gaugel Monika Hirsch Claudia Steger | 44,05    |
| 2     | Bulgarien      | Nadeschda Georgiewa Sofka Popowa Anelija Nunewa Galina Penkowa | 44,30    |

### 4 × 400 m Staffel
| Platz | Besetzung      | Land                                                           | Zeit (min) |
| ----- | -------------- | -------------------------------------------------------------- | ---------- |
| 1     | BR Deutschland | Rita Daimer Gaby Bußmann Marlies Gutewort Christiane Brinkmann | 3:33,16    |
| 2     | Bulgarien      | Malena Andonowa Swetla Slatewa Gwanka Krumowa Wioleta Zwetkowa | 3:33,27    |

### Hochsprung
| Platz | Athletin           | Land | Höhe (m) |
| ----- | ------------------ | ---- | -------- |
| 1     | Ulrike Meyfarth    | FRG  | 1,91     |
| 2     | Ludmilla Zetlewa   | BGR  | 1,88     |
| 3     | Brigitte Holzapfel | FRG  | 1,80     |
| 4     | Silvia Kojewa      | BGR  | 1,80     |

### Weitsprung
| Platz | Athletin          | Land | Weite (m) |
| ----- | ----------------- | ---- | --------- |
| 1     | Karin Hänel       | FRG  | 6,62      |
| 2     | Anke Weigt        | FRG  | 6,46      |
| 3     | Lidia Guschewa    | BGR  | 6,24      |
| 4     | Iwanka Zaprianowa | BGR  | 6,07      |

### Kugelstoßen
| Platz | Athletin                   | Land | Weite (m) |
| ----- | -------------------------- | ---- | --------- |
| 1     | Maria Petkowa              | BGR  | 17,54     |
| 2     | Radostina Baschtschewanowa | BGR  | 17,39     |
| 3     | Jutta Weide                | FRG  | 16,02     |
| 4     | Veronika Czorny            | FRG  | 15,75     |

### Diskuswurf
| Platz | Athletin           | Land | Weite (m) |
| ----- | ------------------ | ---- | --------- |
| 1     | Zwetanka Christowa | BGR  | 63,52     |
| 2     | Maria Petkowa      | BGR  | 63,06     |
| 3     | Ingra Manecke      | FRG  | 60,80     |
| 4     | Doris Gutewort     | FRG  | 57,70     |

### Speerwurf
| Platz | Athletin           | Land | Weite (m) |
| ----- | ------------------ | ---- | --------- |
| 1     | Antoaneta Todorowa | BGR  | 66,72     |
| 2     | Ingrid Thyssen     | FRG  | 65,56     |
| 3     | Eva Helmschmidt    | FRG  | 59,82     |
| 4     | Nadja Stojanowa    | BGR  | 54,10     |